# Éric Kibanza
Éric Kibanza Lundoloki (Kinsasa, Zaire, 4 de abril de 1980) es un deportista congoleño que compitió en judo. Ganó una medalla de plata en el Campeonato Africano de Judo de 2008 en la categoría de –73 kg.

## Palmarés internacional
| Campeonato Africano | Campeonato Africano | Campeonato Africano | Campeonato Africano |
| Año                 | Lugar               | Medalla             | Categoría           |
| ------------------- | ------------------- | ------------------- | ------------------- |
| 2008                | Agadir (Marruecos)  | Medalla de plata    | –73 kg              |